# Millennium Biltmore Hotel
Il Millennium Biltmore Hotel è un hotel situato a Los Angeles. Fu costruito su iniziativa dell'imprenditore John McEntee Bowman.

## Storia
La sua apertura avvenne nel 1923 e in quell'epoca era uno degli alberghi più grandi della zona. I suoi interni sono stati utilizzati per alcuni video come quello di Britney Spears (Overprotected) e film come Cruel Intentions, Ghostbusters, Beverly Hills Cop e Il professore matto.